# Loïc Lampérier
Loïc Lampérier (* 7. August 1989 in Mont-Saint-Aignan) ist ein französischer Eishockeyspieler, der seit 2013 erneut bei den Dragons de Rouen in der Ligue Magnus unter Vertrag steht.  

## Karriere
Loïc Lampérier begann seine Karriere als Eishockeyspieler in der Nachwuchsabteilung der Dragons de Rouen, für deren Profimannschaft er in der Saison 2007/08 sein Debüt in der Ligue Magnus, der höchsten französischen Spielklasse, gab. In seinem Rookiejahr gewann er mit der Mannschaft auf Anhieb das Double aus  Meisterschaft und Coupe de la Ligue. Diesen Erfolg konnte der Center mit Rouen in der Saison 2009/10 wiederholen. Zur Saison 2010/11 wurde er an den Ligarivalen Diables Rouges de Briançon ausgeliehen. Dort schaffte er mit 37 Scorerpunkten, davon neun Tore, in insgesamt 28 Spielen den Durchbruch im Profibereich und erhielt die Trophée Jean-Pierre Graff als bester französischer Nachwuchsspieler der Ligue Magnus. 
Zur Saison 2011/12 kehrte Lampérier zu den Dragons de Rouen zurück, mit denen er 2012 erneut französischer Meister wurde. Im Anschluss an die Spielzeit schloss er sich erneut den Diables Rouges de Briançon an, mit denen er 2013 den französischen Eishockeypokal gewinnen konnte. Anschließend wechselte er wieder nach Rouen zurück. Dort erreichte er 2015 und 2016 zwei weitere Pokalsiege gewann 2014 den Ligapokal sowie 2016 die Meisterschaft und den Continental Cup.

### International
Für Frankreich nahm Lampérier im Juniorenbereich an der U18-Weltmeisterschaft der Division I 2006 sowie den U20-Weltmeisterschaften der Division I 2008 und 2009 teil. 
Im Seniorenbereich stand er im Aufgebot seines Landes bei den Weltmeisterschaften 2010, 2011, 2012, 2015, 2016 und 2017. Zudem vertrat er seine Farben bei den Qualifikationsturnieren zu den Olympischen Winterspielen 2014 in Sotschi und 2018 in Pyeongchang.

## Erfolge und Auszeichnungen
- 2008 Französischer Meister mit den Dragons de Rouen
- 2008 Französischer Ligapokalsieger mit den Dragons de Rouen
- 2010 Französischer Meister mit den Dragons de Rouen
- 2010 Coupe de la Ligue mit den Dragons de Rouen
- 2011 Trophée Jean-Pierre Graff
- 2012 Französischer Meister mit den Dragons de Rouen
- 2013 Französischer Pokalsieger mit den Diables Rouges de Briançon
- 2014 Französischer Ligapokalsieger mit den Dragons de Rouen
- 2015 Französischer Pokalsieger mit den Dragons de Rouen
- 2016 Continental-Cup-Sieger mit den Dragons de Rouen
- 2016 Französischer Pokalsieger mit den Dragons de Rouen